# Stade de Miyagi
 (avril 2025).
Si vous disposez d'ouvrages ou d'articles de référence ou si vous connaissez des sites web de qualité traitant du thème abordé ici, merci de compléter l'article en donnant les références utiles à sa vérifiabilité et en les liant à la section « Notes et références ».

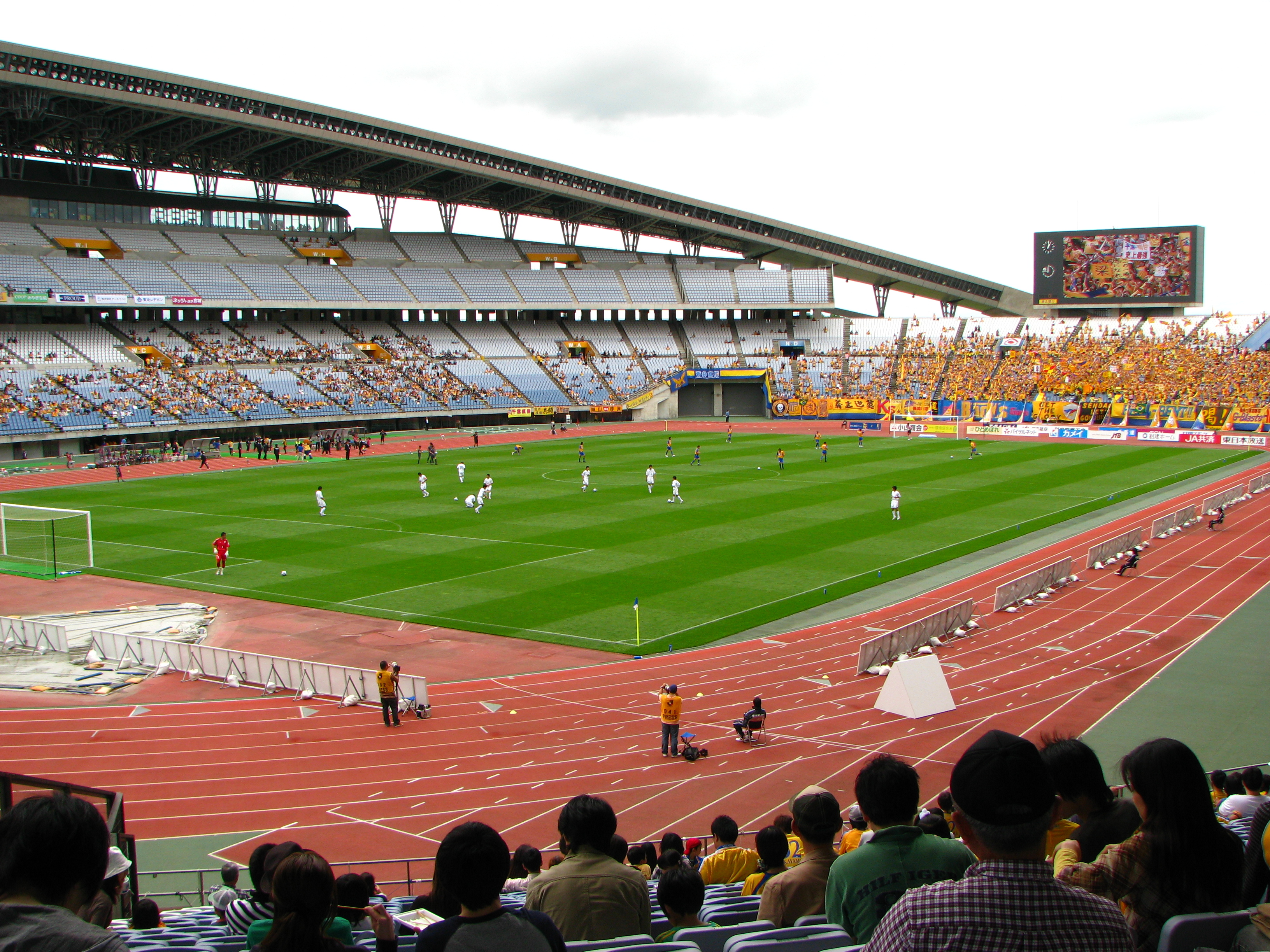

Le stade de Miyagi (en japonais : 宮城スタジアム) est un stade de football situé à Rifu et dépendant de la Préfecture de Miyagi au Japon. Il a une capacité de 49 000 places.

## Histoire
Il est construit en 2001 pour 269 millions EUR en vue de la Coupe du monde de football de 2002.

## Évènements
- Coupe du monde de football de 2002